# Яворница
Яворница (болг. Яворница) — село в Благоевградской области Болгарии. Входит в состав общины Петрич. Находится примерно в 13 км к западу от центра города Петрич и примерно в 73 км к югу от центра города Благоевград. По данным переписи населения 2011 года, в селе  проживало 803 человека.

## Население
| Год     | 1934 | 1946 | 1956 | 1965 | 1975 | 1985 | 1992 | 2001 | 2011 |
| ------- | ---- | ---- | ---- | ---- | ---- | ---- | ---- | ---- | ---- |
| Жителей | 581  | 742  | 891  | 994  | 995  | 1078 | 1074 | 1013 | 803  |

| Национальность | Человек | Процент |
| -------------- | ------- | ------- |
| болгары        | 534     | 69,26%  |
| турки          | 164     | 21,27%  |
| цыгане         | 68      | 8,82%   |
| Всего ответов  | 771     |         |

|  |